# Carl Meyrich
Carl Gustav Meyrich (* 9. Oktober 1892 in Frauenstein (Erzgebirge); † 16. Januar 1981 in Étaillé) war ein deutscher Wirtschaftswissenschaftler und Statistiker.

## Leben
Nach der Promotion in Leipzig 1940 wurde er Professor für Statistik, Volkswirtschaftslehre und Versicherungsmathematik in Halle an der Saale 1947. Ab 1950 arbeitete er bis 1955 beim Statistischen Bundesamt.

## Schriften (Auswahl)
- Sinn und Bedeutung der Galton-Bravaisschen Formel. Der Formel des sogenannten Korrelationskoeffizienten, besonders in ihrer Anwendung auf Zeitreihen der Wirtschaft. 1940, OCLC 247034965.
- mit Walter Rohrbeck und Erich Roehrbein: Zum Problem der Realisierbarkeit der Vorschläge der Rothenfelser Denkschrift über „Die Neuordnung der sozialen Leistungen“. Kritische Stellungnahme. Berlin 1955, OCLC 1013333128.